# Lee Chae-un
Lee Chae-un (11 aprile 2006) è uno snowboarder sudcoreano, campione mondiale nell'halfpipe a Bakuriani 2023.

## Biografia
Specializzato nell'halfpipe e attivo a livello internazionale dall'agosto 2019, Lee ha debuttato in Coppa del Mondo l'11 dicembre 2021, giungendo 39º a Copper Mountain.
In carriera ha preso parte a una rassegna olimpica e a una iridata. Ai Mondiali di Bakuriani 2023 ha vinto la medaglia d'oro nell'halfpipe.

## Palmarès

### Mondiali
- 1 medaglia:
  - 1 oro (halfpipe a Bakuriani 2023)

### Giochi olimpici giovanili
- 1 medaglia:
  - 1 oro (slopestyle a Gangwon 2024)
  - 1 oro (halfpipe a Gangwon 2024)

### Mondiali juniores
- 3 medaglie:
  - 1 oro (halfpipe a Leysin 2022)
  - 2 bronzi (halfpipe a Krasnojarsk 2021; big air a Leysin 2022)

### Coppa del Mondo
- Miglior piazzamento in classifica generale di freestyle: 10º nel 2023
- Miglior piazzamento nella Coppa del Mondo di halfpipe: 4º nel 2023
- 2 podi:
  - 1 secondo posto
  - 1 terzo posto